# Val Verzasca
Le val Verzasca est une vallée suisse dans le canton du Tessin. Il appartient au district de Locarno et comprend les communes de Mergoscia (cercle de Navegna) et Verzasca (cercle de Verzasca).
Situé entre la vallée de la Léventine et le val Maggia, il inclut Brione Verzasca, au centre du canton ; c'est la seule vallée du canton qui ne comprend pas une frontière d'État. Entouré de hautes montagnes, il est situé au nord du lac Majeur et s'étend du sud au nord sur environ 25 km. Il héberge un bassin artificiel, le lac de Vogorno, retenu par le barrage de Contra haut de 220 mètres et large de 380 mètres.
Du point de vue orographique, la vallée se situe dans les Alpes tessinoises (sous-ensemble des Alpes lépontines).